# Vĩnh Xuân, Tuyền Châu

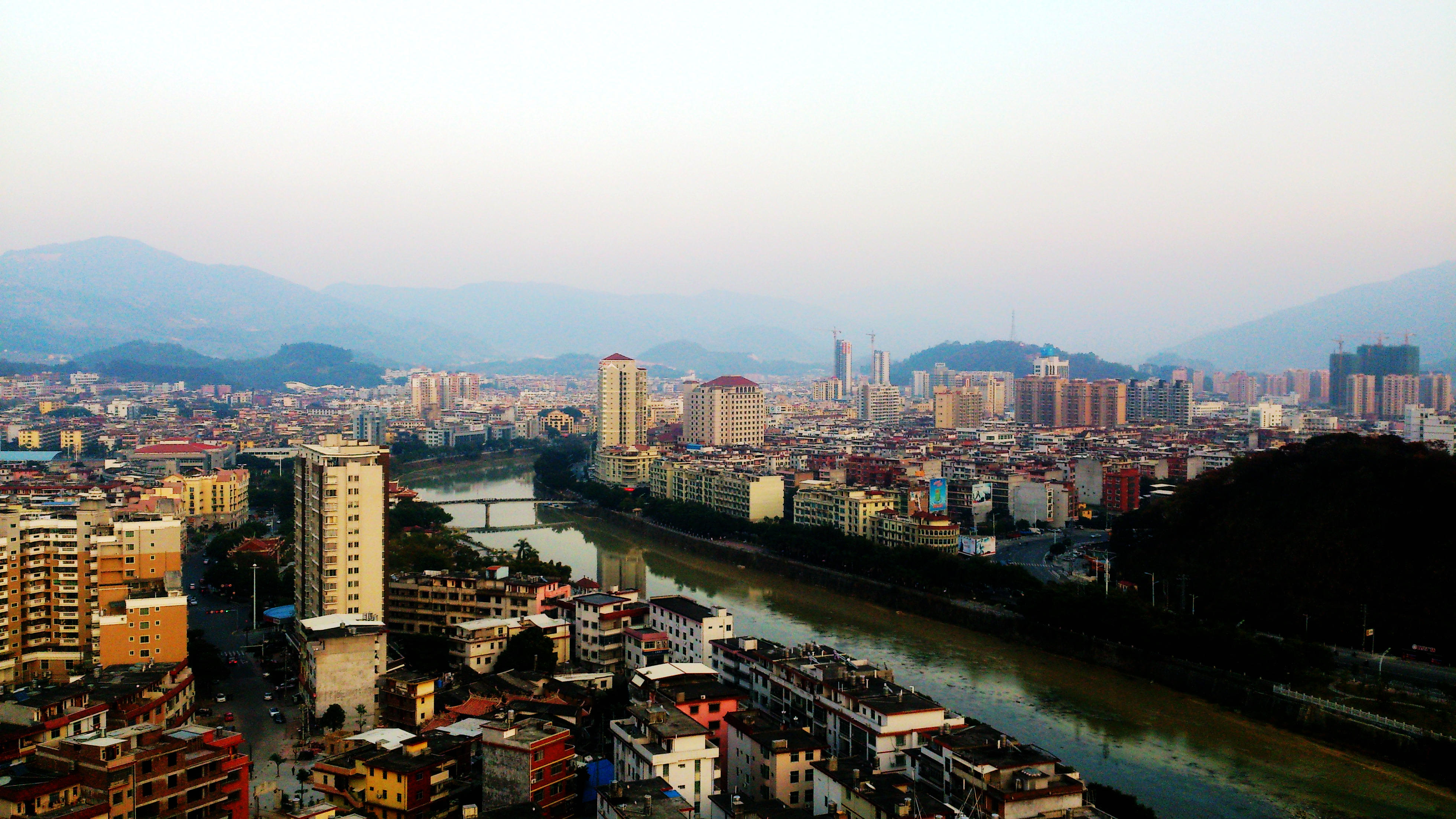
Vĩnh Xuân

Vĩnh Xuân (tiếng Trung: 永春, Hán Việt: Vĩnh Xuân) Là một huyện của thành phố Tuyền Châu (泉州), tỉnh Phúc Kiến, Cộng hòa Nhân dân Trung Hoa. Huyện này có diện tích 1.469 km², dân số 550.000 người, mã số bưu chính 362600. Huyện lị Vĩnh Xuân đóng tại trấn Đào Thành. Huyện Vĩnh Xuân được chia thành 18 trấn, 4 hương.